# Seven Years of Night
Seven Years of Night es un thriller surcoreano, dirigido por Choo Chang-min y protagonizado por Ryu Seung-ryong, Jang Dong-gun, Song Sae-byeok y Go Kyung-pyo, basado en la novela homónima de Jung Yoo-jung. Se estrenó el 28 de marzo de 2018.

## Sinopsis
Un hombre ebrio conduce su auto durante la noche y atropella a una niña. Sin saber qué hacer, decide tirar el cuerpo al fondo del lago del pueblo de Seryeong. Desde entonces ha vivido con la culpa en su conciencia. Siete años más tarde, el padre de la niña asesinada buscará su venganza contra el hijo del asesino.

## Reparto
- Ryu Seung-ryong como Choi Hyun-soo[5]

Un hombre perseguido por el inesperado asesinato que cometió hace siete años.
- Jang Dong-gun como Oh Young-je.

El padre quién busca venganza para su hija asesinada.
- Go Kyung-pyo como Seo-won, el hijo de Hyun-soo.[6][7]
  - Tang Joon-san  como Seo-won (joven).
- Moon Jeong-hee como Kang Eun-joo.
- Sung Byung-sook como madre de Ha-yong.
- Lee Re como Oh Se-ryeong.
- Jeon Bae-soo
- Jeong Seok-yong
- Tang Joon-sang como Seo-won.
- Jung Jae-sung como un pescador.
- Woo Mi-hwa como Hyun Soo-mo.

## Producción y liberación
La filmación empezó el 19 de noviembre de 2016 y terminó el 25 de mayo de 2016.
Después de que casi dos años desde que la película fue completada, se estrenó localmente el 28 de marzo de 2018.